# Il maledetto United (film)
Il maledetto United (The Damned United) è un film del 2009 diretto da Tom Hooper e sceneggiato da Peter Morgan, tratto dall'omonimo romanzo di David Peace.
Il film racconta i 44 giorni da allenatore del Leeds United dell'ex calciatore Brian Clough, odiato successore di Don Revie sulla panchina del club. Il suo carattere e le sue bizzarrie lo resero un'icona del calcio inglese negli anni settanta.

## Trama
Dopo la mancata qualificazione ai Mondiali del 1974, l'allenatore della nazionale inglese Alf Ramsey viene licenziato e sostituito con l'allenatore Don Revie, che deve pertanto lasciare vacante la panchina del Leeds United dopo anni di successi. Al posto di Revie viene ingaggiato Brian Clough, ex calciatore del Middlesbrough e del Sunderland ed ex allenatore del Derby County, squadra da lui portata al successo nel campionato inglese dopo anni di militanza nelle leghe minori. Nonostante abbia accettato l'incarico, Clough odia profondamente il Leeds e il modo di giocare eccessivamente fisico ed al limite della scorrettezza impostato dall'altrettanto odiato Don Revie, reo di non avergli stretto la mano alla fine del loro primo incontro.
Clough si ritrova ad affrontare questa nuova avventura praticamente da solo, senza il suo fidato assistente Peter Thomas Taylor, che, a differenza sua, ha tenuto fede agli impegni precedentemente presi ed è diventato l'allenatore del Brighton: in 44 giorni dovrà trasformare gli arroganti e riottosi calciatori del Leeds, noti per la scorrettezza in campo e per essere delle primedonne fuori dal campo, in onesti e sportivi calciatori. Nonostante il suo odio verso la maglia e la dirigenza del club, verrà spinto dal suo orgoglio e dalla sua smania di vittorie. Inoltre, viene raccontato il lato umano di Clough con le sue paure verso il fallimento che lo porteranno a diventare un forsennato tabagista ed un alcolizzato.

## Produzione

### Sviluppo
Nel 2006 il regista Stephen Frears, in viaggio per arrivare a Venezia in occasione della 63ª edizione della mostra cinematografica alla Biennale, dove aveva in concorso il suo film The Queen - La regina, ebbe modo di leggere il romanzo Il maledetto United di David Peace, che gli piacque talmente tanto da indicarlo come possibile soggetto per un film al produttore di The Queen, Andy Harries. Successivamente, il produttore ne parlò con Peter Morgan, già sceneggiatore di The Queen. La pre-produzione iniziò nel febbraio 2007, sotto la produzione della BBC Films. Frears fin dall'inizio aveva in mente Michael Sheen per interpretare Brian Clough; Sheen, che aveva alle sue spalle già altre collaborazioni con il regista, le ultime delle quali The Deal e The Queen - La regina, fu ingaggiato anche per una sua certa rassomiglianza fisica col celebre allenatore.
Con le riprese programmate per la fine del 2007, Frears se ne tirò inaspettatamente fuori nel novembre dello stesso anno. Alla fine, dopo un piccolissimo iato, fu rimpiazzato da Tom Hooper, il quale, per calarsi a fondo nel progetto, studiò approfonditamente la figura di Clough, leggendone la biografia Provided You Don't Kiss Me, scritta da Duncan Hamilton, e consultandosi a lungo con i familiari di Clough e con alcuni dei giocatori da lui allenati. Nel cast, oltre al già scritturato Sheen, si unirono Colm Meaney nei panni di Don Revie, mentre Timothy Spall venne assunto per interpretare Peter Taylor, ex calciatore ed assistente di Clough. Stephen Graham ottenne invece il ruolo dell'allora capitano dei Leeds Billy Bremner.

### Riprese
Le riprese hanno avuto luogo tra il 25 maggio il 2 luglio 2008 nello Yorkshire, nel Derbyshire e sull'isola di Maiorca. Alcune riprese hanno avuto luogo allo stadio Saltergate del Chesterfield, facendolo passare per il Wembley Stadium. Il 23 giugno la produzione si è spostata a Scarborough, successivamente a Saddleworth ed infine a Maiorca. In fase di post-produzione alcune immagini sono state generate al computer, per far apparire Saddleworth come Brighton e per far apparire stadi moderni come erano strutturati negli anni settanta.

## Distribuzione
Il primo trailer del film è stato mostrato tra il primo e il secondo tempo del quarto turno della FA Cup 2008-2009 tra Derby County e Nottingham Forest.
Prodotto da BBC Films e Left Bank Pictures i diritti del film sono stati acquistati dalla Sony Pictures per la distribuzione in tutto il mondo.
Nel settembre 2009 il film viene presentato al Toronto International Film Festival. Il film è stato distribuito nel Regno Unito il 27 marzo 2009, in Italia doveva essere distribuito nel luglio dello stesso anno, successivamente rimandato a gennaio 2010. Rimandata anche l'uscita nelle sale di gennaio 2010, la Sony Pictures successivamente deciso di distribuire il film direttamente in DVD e Blu-ray Disc a partire dal 28 aprile 2010. Tra i contenuti speciali, molti filmati inediti e interviste ad ex calciatori del Leeds.